# Федоровский, Вячеслав Иванович
Вячеслав Иванович Федоровский (28 марта 1923—2021) — русский советский  разведчик, писатель, издатель и переводчик. Член Союза писателей СССР (с 1983 года). Полковник (2000), участник Великой Отечественной и Советско-японской войн.

## Биография
Родился 28 марта 1923 года в деревне Внезапное, Ефимского района Ленинградской области но детство его прошло в селе Медведецкое, Кашинского района Калининской области.
С 1938 по 1941 год обучался в Московском строительном техникуме. В 1941 году после начала Великой Отечественной войны добровольно вступил в ряды РККА и направлен в действующую армию. С января 1942 года после обучения в военной школе направлен на фронт, пулемётчиком воевал в составе 1104-го стрелкового полка 331-й стрелковой дивизии, участник Московской битвы, в феврале в бою за районный центр Погорелое Городище получил ранение в бою. С июня 1942 года после выздоровления направлен наводчиком орудия в 37-й отдельный гвардейский миномётный Краснознамённый дивизион реактивной артиллерии, участник Сталинградской битвы, здесь он получил второе ранение в контузию. С 1944 года после прохождения лечения и окончания курсов младших лейтенантов был назначен командиром взвода на этих курсах.
С 1945 года в действующей армии, участник Советско-японской войны.  
С 1946 по 1951 год обучался в МИСИ имени В. В. Куйбышева. С 1951 года направлен на службу в территориальные органы государственной безопасности: с 1951 по 1955 год — оперуполномоченный отдела КГБ по Октябрьскому району Москвы. С 1955 года после окончания Высшей разведывательной школы направлен на службу во внешнюю разведку: с 1955 по 1966 год на дипломатической работе в советских посольствах в Голландии и Японии, занимался внедрением агентов западных спецслужб и проведением ряда спецопераций. С 1966 по 1967 год работал в центральном аппарате КГБ при Совете министров СССР. С 1967 по 1972 год работал  в Государственном комитете Совета Министров СССР по науке и технике в должности руководителя протокольного отдела. С 1972 по 1989 год работал в Литературном фонде Союза писателей СССР в должности заместителя директора и директора Всесоюзного дома творчества писателей имени А. С. Серафимовича. 
Член Союза писателей СССР с 1983 года. С 1970-х годов начал заниматься писательской деятельностью, активно занимался переводами иностранной литературы, в частности детективов. Федоровским было переведено и опубликовано более десятка книг, среди которых: «Вулкан в цепях» голландского писателя Астера Беркохофа (1981), «Убийство на поле для гольфа» англичанки Агаты Кристи (1982), «Гром среди ясного неба» американца Генри Саттона (1984). С 1989 года был основателем книжного издательства «Ветеран МП», выпускавшей детективную, приключенческую и патриотическую литературу, в том числе такие как: «Государственная безопасность и время» (В. И. Алидина) и «КГБ и власть» (Ф. Д. Бобкова).
Скончался 15 января 2021 года в Москве на 98 году жизни.

## Награды
- Орден Отечественной войны I степени
- Медаль «За боевые заслуги»
- Медаль «За победу над Германией в Великой Отечественной войне 1941—1945 гг.»
- Медаль «За оборону Москвы»
- Медаль «За оборону Сталинграда»
- Медаль «За победу над Японией»